# Бијелци
Бијелци или бијели људи је расни класификатор који се у зависности од контекста односи на људе европеидног поријекла. Савремена употреба термина „бијели човјек” или „бијела раса” као велике групе (првенствено европске) популације супротне „црнцима”, америчким Индијанцима, „обојенима” или не-бијелим људима потиче из 17. вијека. Данас се користи као расни класификатор у вишерасним друштвима, као што су Сједињене Државе (Бијели Американци), Уједињено Краљевство (Бијели Британци), Бразил (Бијели Бразилци) и Јужна Африка (Бијели Јужноафриканци). Разне друштве конструкције могу бити од значаја за национални идентитет, јавна правила, религију, попис, расну сегрегацију, афирмативну акцију, бијеле привилегије, еугенику, расни маргинализацију и расне квоте.
Термини „бијела раса” или „бијели људи” ушли су у главне европске језике у касном 17. вијеку, у контексту расног ропства и неравноправног положаја у европским колонијама. Опису популације као „бијеле” у односу на њихову боју коже претходио је појам који се налазио у грчко-римској етнографији и другим античким изворима.